# Assedio di Ragusa (866-868)
L'Assedio di Ragusa da parte degli Aghlabidi di Ifriqiya durò quindici mesi, dall'866 fino all'arrivo di una flotta bizantina nell'868 che spinse i musulmani a levare l'assedio. Il fallimento dell'assedio e il ritorno della presenza bizantina nella regione della Dalmazia segnò l'inizio di una nuova politica occidentale aggressiva da parte del nuovo imperatore bizantino, Basilio I. Le sue conseguenze immediate furono il ristabilimento dell'autorità bizantina nella regione sotto forma del Thema di Dalmazia, e l'inizio della Cristianizzazione degli Slavi dei Balcani occidentali, a cui seguì entro alcuni anni un rinnovato coinvolgimento e presenza bizantina anche nell'Italia meridionale.

## Contesto storico
All'inizio del regno di Basilio I il Macedone nell'867, l'Impero subì importanti perdite territoriali in Sicilia e nell'Italia meridionale a causa dell'espansione degli Aghlabidi di Ifriqiya; allo stesso modo, nei Balcani occidentali, le tribù slave locali: Croati, Serbi, Zachlouboi, Terbounites, Kanalites, Diocleziani e Rhentanoi, avevano disconosciuto la superiore sovranità bizantina proclamandosi di nuovo indipendenti. Di conseguenza, il Mar Adriatico cadde preda dei pirati sia slavi che saraceni, i primi operanti dalle coste della Dalmazia e gli ultimi dalle loro basi in Italia meridionale a Bari, Taranto e Brindisi.

## Assedio e conseguenze
Secondo il nipote (abiatico) di Basilio I, l'Imperatore del X secolo Costantino VII Porfirogenito, nell'866 gli Aghlabidi lanciarono una importante spedizione marittima contro le coste della Dalmazia, con 36 navi sotto il comando di "Soldan" (Sawdan, l'emiro di Bari aghabide), Saba di Taranto e Kalfun il Berbero. La flotta aghlabide saccheggiò le città di Boutova (Budua), Rhosa (Risano) e Dekatera (Cattaro), prima di procedere ad assediare Ragusa. I cittadini di Ragusa riuscirono a resistere all'assedio aghlabide per quindici mesi, ma, al declinare delle loro forze, spedirono inviati a Costantinopoli in cerca di soccorso. L'imperatore Basilio acconsentì a intervenire in loro soccorso, ed equipaggiò una flotta di 100 navi, sotto il comando dell'abile ed esperto patrikios Niceta Ooryphas. Informati del suo arrivo da alcuni disertori, i Saraceni levarono l'assedio facendo ritorno a Bari.
La spedizione costituì il primo esempio della nuova risoluta politica estera attuata in Occidente da Basilio. La presenza delle truppe di Ooryphas nella zona ottenne risultati rapidi, in quanto le tribù slave si affrettarono a spedire inviati all'Imperatore, riconoscendo di nuovo la sua sovranità. Basilio spedì funzionari, agenti e missionari nella regione, ripristinando la dominazione bizantina sulle città e sulle regioni costiere sotto forma del nuovo thema di Dalmatia, pur lasciando ampia autonomia agli stati tribali slavi dell'entroterra sotto i loro stessi sovrani; nello stesso periodo ebbe inoltre luogo la cristianizzazione delle tribù slave.
Basilio si rese conto che, per consolidare i propri possedimenti in Dalmazia e il controllo dell'Adriatico, doveva rendere inoffensive le basi saracene in Italia. A tal fine, nell'869, Ooryphas condusse un'altra flotta, comprendente peraltro navi da Ragusa cariche di contingenti slavi, nel tentativo congiunto di prendere Bari con Ludovico II d'Italia. Nonostante il fallimento del tentativo, due anni dopo Bari cadde in mano di Ludovico. Infine, nell'876, la città cadde sotto il controllo bizantino, divenendo il capoluogo e il nucleo di una nuova provincia bizantina, il thema di Langobardia. Ciò diede avvio a un'offensiva bizantina, protrattasi per oltre un decennio, che ripristinò il controllo imperiale su gran parte dell'Italia meridionale, che sarebbe durato fino all'XI secolo.

### Fonti primarie
- Gyula Moravcsik e R.J.H. Jenkins (a cura di), Constantine Porphyrogenitus: De Administrando Imperio, Washington, DC, Dumbarton Oaks, 1967, ISBN 0-88402-021-5.

### Fonti secondarie
- (EN) Barbara M. Kreutz, Before the Normans: Southern Italy in the Ninth and Tenth Centuries, Philadelphia, University of Pennsylvania Press., 1996, ISBN 0-8122-1587-7.
- (EN) Alex Metcalfe, The Muslims of medieval Italy, Edinburgh, Edinburgh University Press, 2009, ISBN 978-0-7486-2008-1.
- (EN) Donald MacGillivray Nicol, Byzantium and Venice: A Study in Diplomatic and Cultural Relations, Cambridge University Press, 1992, ISBN 0-521-42894-7.
- (EN) John Wortley (a cura di), John Skylitzes: A Synopsis of Byzantine History, 811-1057, Cambridge, Cambridge University Press, 2010, ISBN 978-0-521-76705-7.